# Faucett (Misuri)
Faucett es un lugar designado por el censo ubicado en el condado de Buchanan en el estado estadounidense de Misuri. En el Censo de 2020 tenía una población de 248 habitantes y una densidad poblacional de 96,88 habitantes por km². Fue incluido como CDP en el censo de 2020. 

## Geografía
Faucett se encuentra ubicado en las coordenadas 39°36′01″N 94°47′51″O / 39.60028, -94.79750.Según la Oficina del Censo de los Estados Unidos,  tiene una superficie total de 2,56 km², todos correspondientes a tierra firme.